# Richard Abruzzo
Richard Abruzzo (né le 19 mai 1963 et mort vers le 29 septembre 2010) était un champion américain de ballon qui, avec Carol Rymer Davis, a remporté la America's Challenge Gas Balloon Race en 2003 et la Coupe Gordon Bennett en 2004.

## Contexte
Abruzzo est né le 19 mai 1963 de Ben Abruzzo et Patricia Ann "Pat" Steen Abruzzo. Dans sa ville natale d'Albuquerque, au Nouveau-Mexique, ses entreprises comprenaient l'immobilier et les remontées mécaniques. Les exploits en aérostation de son père Ben, qui faisait partie des équipages du ballon ayant traversé pour la première fois l'océan Atlantique avec le Double Eagle II et l'océan Pacifique avec le Double Eagle V, ont encouragé la carrière de Richard dans le domaine de l'aérostation. En 1992, Richard a effectué le premier vol en ballon à gaz de l'Amérique du Nord vers l'Afrique, battant le record de distance précédemment détenu par son père. Il a été champion à cinq reprises de la America's Challenge Gas Balloon Race, remportant en 1995, 1997, 2002, 2003 et 2004. La National Aeronautic Association a décerné à Richard Abruzzo le trophée Harmon en tant qu'aéronaute exceptionnel des années 2001, 2003 et 2005. Le trophée Harmon 2001 récompensait le plus long vol en solo d'Albuquerque, Nouveau-Mexique à Crawfordville, Géorgie. Le trophée Harmon 2003 récompensait le premier vol transcontinental en ballon à gaz en solo de San Diego à la côte de la Géorgie.

## Disparition et décès
Richard Abruzzo et Rymer Davis ont disparu en mer le 29 septembre 2010, alors qu’ils participaient à la 54e coupe Gordon Bennett,. Cinq jours après leur décollage de Bristol, en Angleterre, ils ont rencontré un orage violent et ont été perdus en mer. Leurs corps ont été retrouvés au large des côtes italiennes dans la mer Adriatique le 6 décembre 2010.